# Káně bělochvostá
Káně bělochvostá (Buteo rufinus) je středně velký druh dravce z čeledi jestřábovitých.

## Popis
Jedná se o největší evropskou káni. Vzhledově je podobná káni lesní, od níž se liší větší velikostí, delšími křídly a nohama. Obvykle má světlou hlavu a hruď, kontrastující s tmavým břichem, velmi světlé (až bělavé) kořeny letek a tmavý, ostře ohraničený zadní okraj křídla. Vyskytuje se v několika barevných formách, které určování dále komplikují. Káně bělochvostá dosahuje délky těla 50–65 cm, s rozpětím 112 až 163 cm. Hmotnost se pohybuje od 0,6 po více než 1,7 kg, samice jsou jako u většiny jiných dravců větší a hmotnější. Samci váží v průměru asi 1,1 kg, samice přibližně 1,3 kg.

## Výskyt
Hnízdí v jihovýchodní Evropě, Asii a severní Africe; mimo hnízdiště je jen vzácným hostem. Zaletuje nepravidelně také do České republiky, kde byla od roku 1989 zaznamenána více než 50krát, přičemž četnost pozorování se mírně zvyšuje. Nejčastěji bývá zaznamenávána koncem léta.

## Ekologie
Preferuje bezlesou krajinu stepí, okrajů pouští a polopouští. Na Balkáně žije i v zalesněných oblastech. Živí se především drobnými hlodavci a jinými menšími savci (syslové, mladí zajícovci, křečci). Jídelníček si doplňuje plazy, žábami, mladými ptáky, vejci a hmyzem. Požírá i mršiny.
Hnízdí na zemi, na skalách, hlinitých stěnách, křovinách a na stromech. Snáší 2 až 5 vajec, nejčastěji to jsou 4. Doba inkubace je nejméně 28 dní, následná hnízdní péče o mláďata trvá asi 40 až 42 dní.

## Galerie

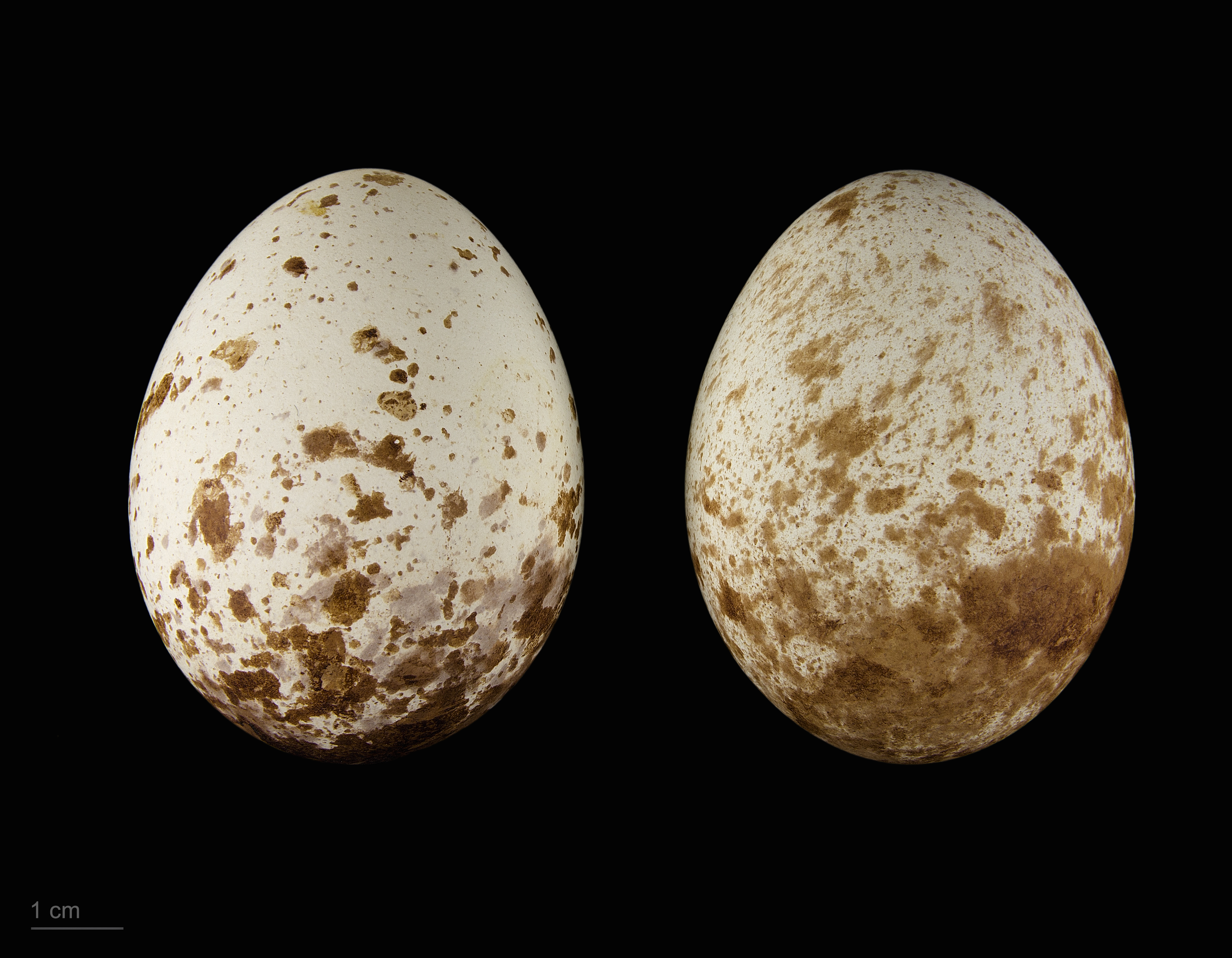
Vejce káně bělochvosté (Buteo rufinus cirtensis)